# カール・リッター (映画監督)

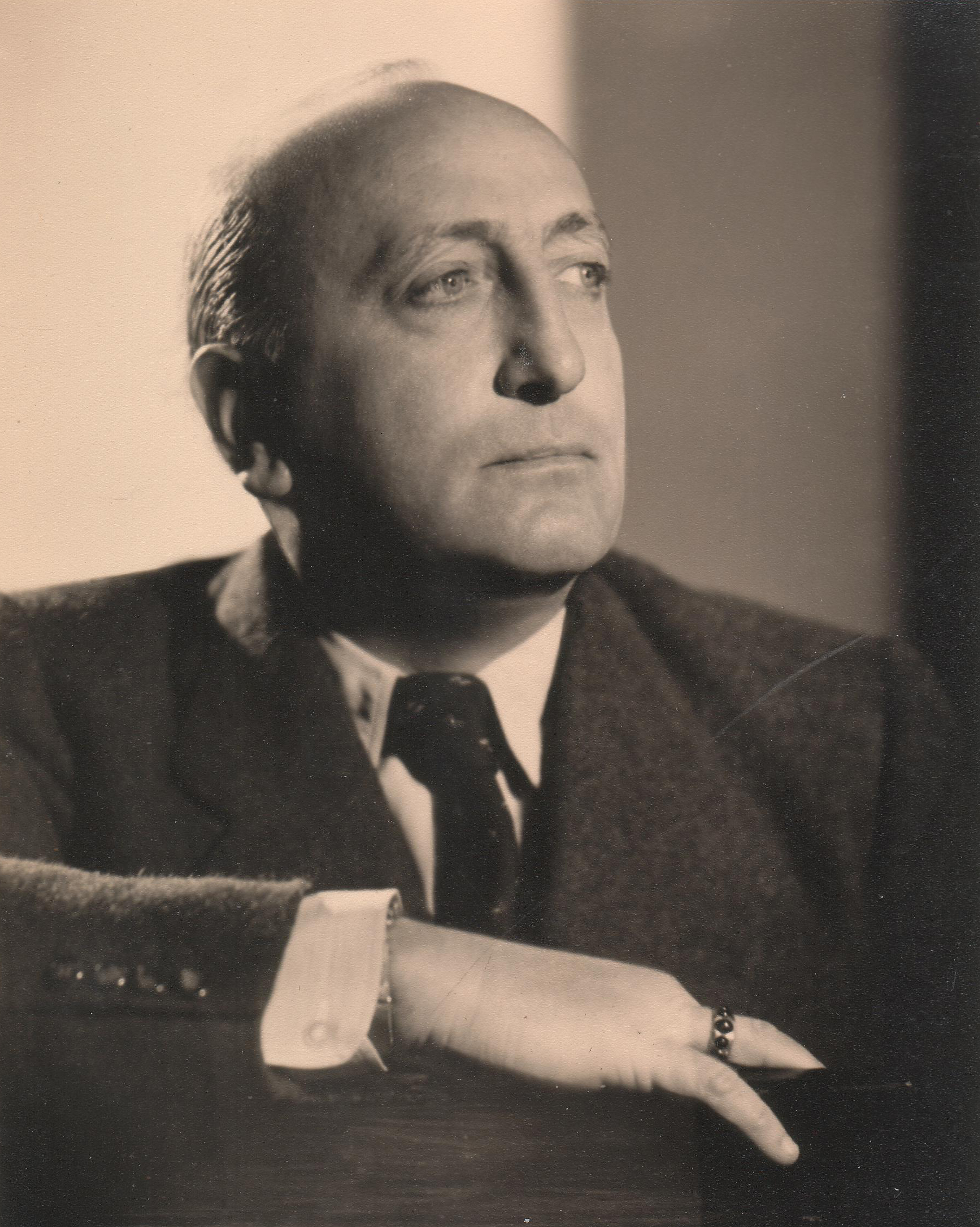
カール・リッター

カール・リッター（Karl Ritter、1888年11月7日 - 1977年4月7日）は、ドイツの映画プロデューサー、映画監督で、ナチス・ドイツの多数のプロパガンダ映画を手がけたことで知られる。それ以前には、ドイツにおける最初期の軍用機パイロットのひとりであった。後年は、ほとんどの時間をアルゼンチンで過ごした。

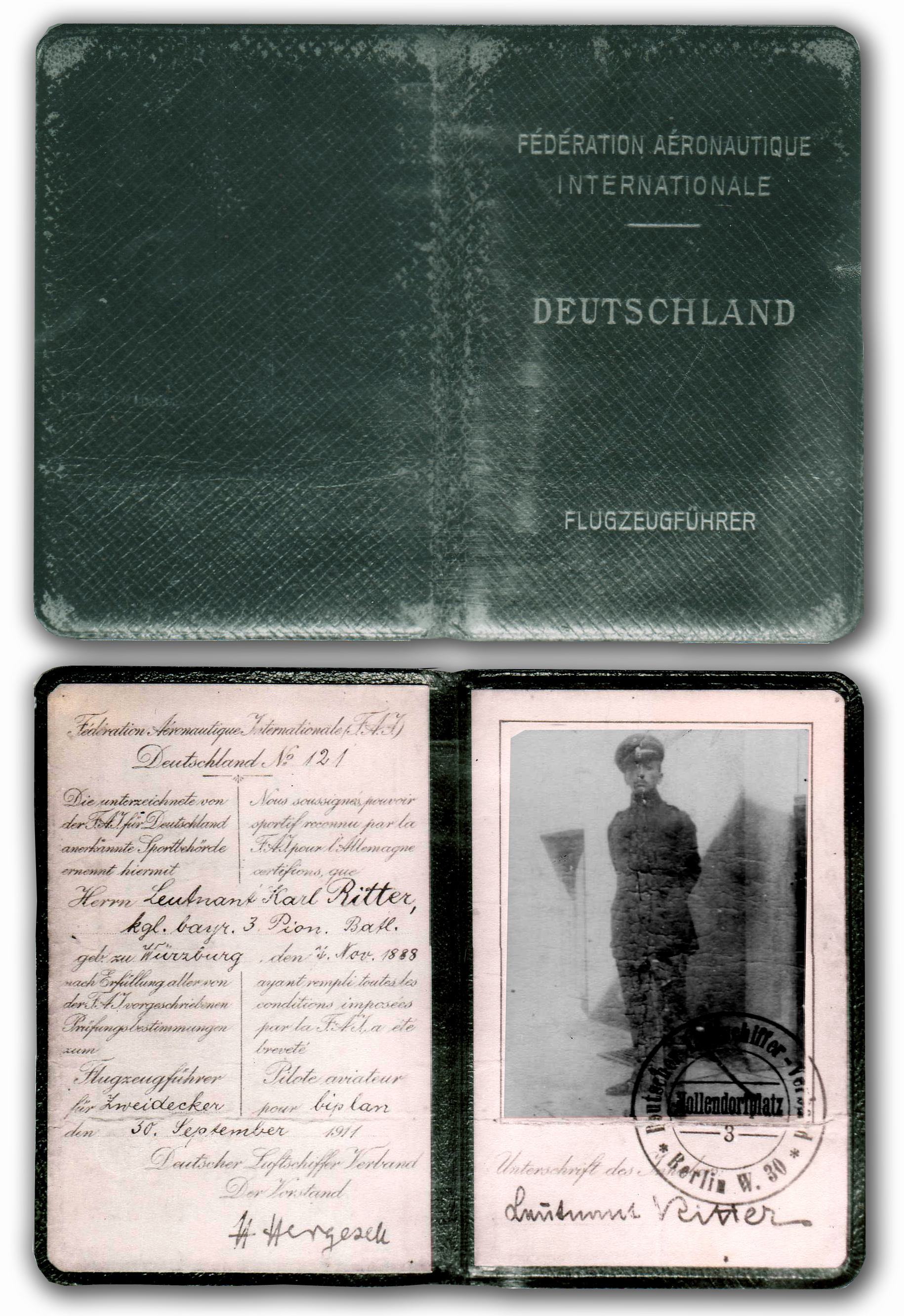
リッターのパイロット免許証。1911年に121番として発行されている。

## 経歴

### 生い立ちと第一次世界大戦
リッターは、ヴュルツブルクに生まれた。父親は音楽院の教師で、母親はオペラ歌手であった。ドイツ軍のキャリア士官であったリッターは、1911年にパイロットの免許 {#121} を取得し、第一次世界大戦中にはドイツ最初の軍用機パイロットのひとりとなった。戦後は建築を学び、まずグラフィック・アーティストとなった。1920年から1921年にかけては、『Der Orchideengarten』紙でイラストレーターとして働いた。次いで1926年に映画界に入り、ズートフィルム (Südfilm) で広報部門の責任者となってディズニーの漫画の本の編集にあたった。1932年には、コメディアンのカール・ヴァレンティンが主演する短編映画の監督を務めた。

### 第三帝国
リッターは、熱心な国家社会主義ドイツ労働者党（ナチス）支持者だった。彼の妻の父親は、リヒャルト・ワーグナーの遠縁にあたり、リッターはこの関係からヒトラーと接するようになり、1925年には入党していた（党員番号23.040）。ナチスによる政権獲得後、ミュンヘンのライヒスリーガ・フィルム (Reichsliga-Film) で制作責任者となっていたリッターは、ウニヴェルスム・フィルムAG (UFA) の役員、制作責任者になった。そして、映画プロデューサーとして『ヒットラー青年 (Hitlerjunge Quex)』など、数多くの重要なナチスのプロパガンダ映画に関わった。映画監督としては、ハリウッドを模した娯楽映画である1939年の映画『Hochszeitsreise』や1940年の映画『正装舞踏会 (Bal paré)』なども手がけたが、最もよく知られているのはプロパガンダ映画であり、反共を打ち出した1942年の映画『GPU (The Red Terror)』や、1937年から1938年に制作された第一次世界大戦期を舞台とした戦争映画三部作『祖国に告ぐ (Patrioten)』、『最後の一兵まで (Unternehmen Michael)』、『誓いの休暇 (Urlaub auf Ehrenwort)』、1938年の映画『勲功十字章 (Pour le Mérite)』、第二次世界大戦開戦後に時事映画 (Zeitfilme) として制作された1941年の映画『急降下爆撃隊 (Stukas)』などを手がけた。後半に挙げたタイプの作品は、リッターの創意によるところが大きいが、ソ連の革命映画に対抗するナチスからの対抗策として1936年の映画『スパイ戦線を衝く (Verräter/The Traitor)』を皮切りに生み出されたものであったが、この作品はドイツで初めて制作されたドイツ・スパイの映画であった。
リッター自身、映画制作者としての目的について、ナチスのイデオロギーを踏まえて、「ドイツの映画が進むべき道は、すべての作品が我々の共同体、国家、総統への奉仕のために存在するという結論へと、いかなる妥協もなくつながる」と述べていた。「私の映画が扱っている内容は、個人は重要ではなく、我々の大義のためには個人的な事柄など放棄されなければならないということである。。リッターは、自作のプロパガンダ映画を「映像の装甲車」と称し、「プロパガンダ戦線の第一線」を形成するものだとしており、「その他」の娯楽映画などの自作は、戦線の背後にあるものだとしていた。『最後の一兵まで』に描かれた、歩兵の隊列が敵の砲撃の雨の中を突撃して全員が英雄的な戦死を遂げる、という戦略への疑問を軍幹部から尋ねられたリッターは、「私はドイツの青年たちに無意味に見える自己犠牲的な死には、それだけで道徳的な価値があることを示したかったのだ」と答えた。軍は、このリッターの映画に反論する内容のラジオ劇を放送しようとしたが、国民啓蒙・宣伝省はこれを取り止めさせた。リッターの作品には、ナチスのプロパガンダ映画の中でも最も重要なものが含まれている。1936年に制作された 『スパイ戦線を衝く』は同年のナチ党党大会でプレミア上映され、1938年の映画『勲功十字章』はナチス親衛隊の機関紙『ダス・シュヴァルツェ・コーア』によって「史上最高作」と絶賛され、第二次世界大戦を描いた一連の作品はナチスによる戦争映画の極地を示すものであった。しかし、中には事態の展開が映画を超えるものとなり、1939年に完成しながら、1941年に公開されるまで2年間棚ざらしにされた『Kadetten』のような作品もあり、さらに、開戦当初に取り組まれた『Legion Condor』、東方の土地をドイツ人入植者に与えるという約束が反故になり、映画の多くの部分を撮影していた北アフリカからドイツ軍が撤退を余儀なくされた『Besatzung Dora』、軍の反対にあいファイト・ハーランに監督交代となった『Narvik』の3作品が、制作途中で放棄されたり、公開されないままとなった。1943年に、リッターは映画監督業を止めるよう命じられた。
リッターは、最も重要なプロパガンダ映画の監督のひとりとなっていた。ヨーゼフ・ゲッベルスは、映画産業を取り仕切っていた機関である帝国映画院の役員にリッターを取り立て、重鎮の文化人として処遇し、1939年にはヒットラーの50歳の誕生日の祝賀行事の一環として教授資格を与え、バーベルスベルク・ドイツ映画学校の教授とした。リッターは、ゲーリングが作成した徴兵免除対象とするナチ党員の名簿に記載されていたが、ドイツ空軍に戻り、ソビエト連邦軍の捕虜となった。その後、逃れたリッターはバイエルン州に逃げ延びた。

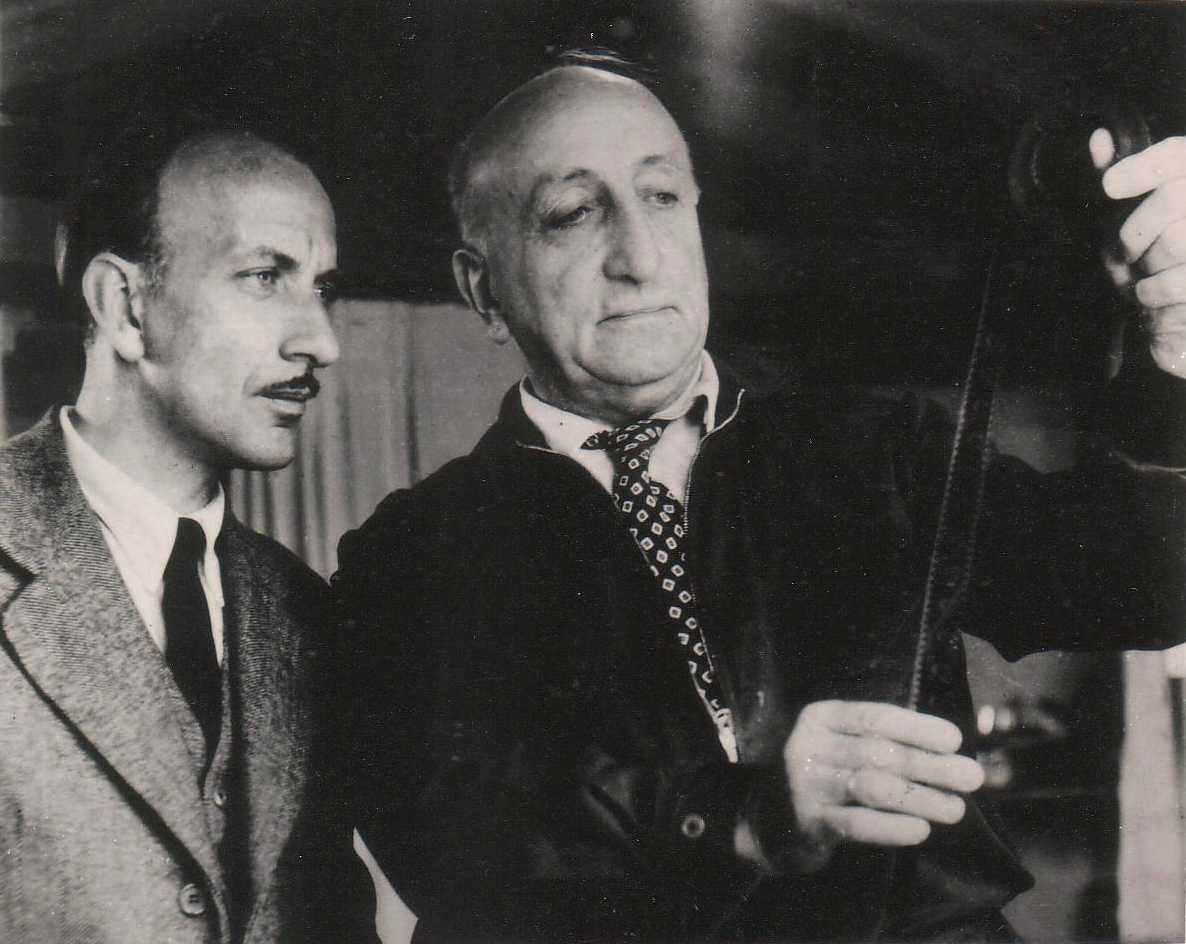
長男ハインツ・リッターと、1954年撮影。

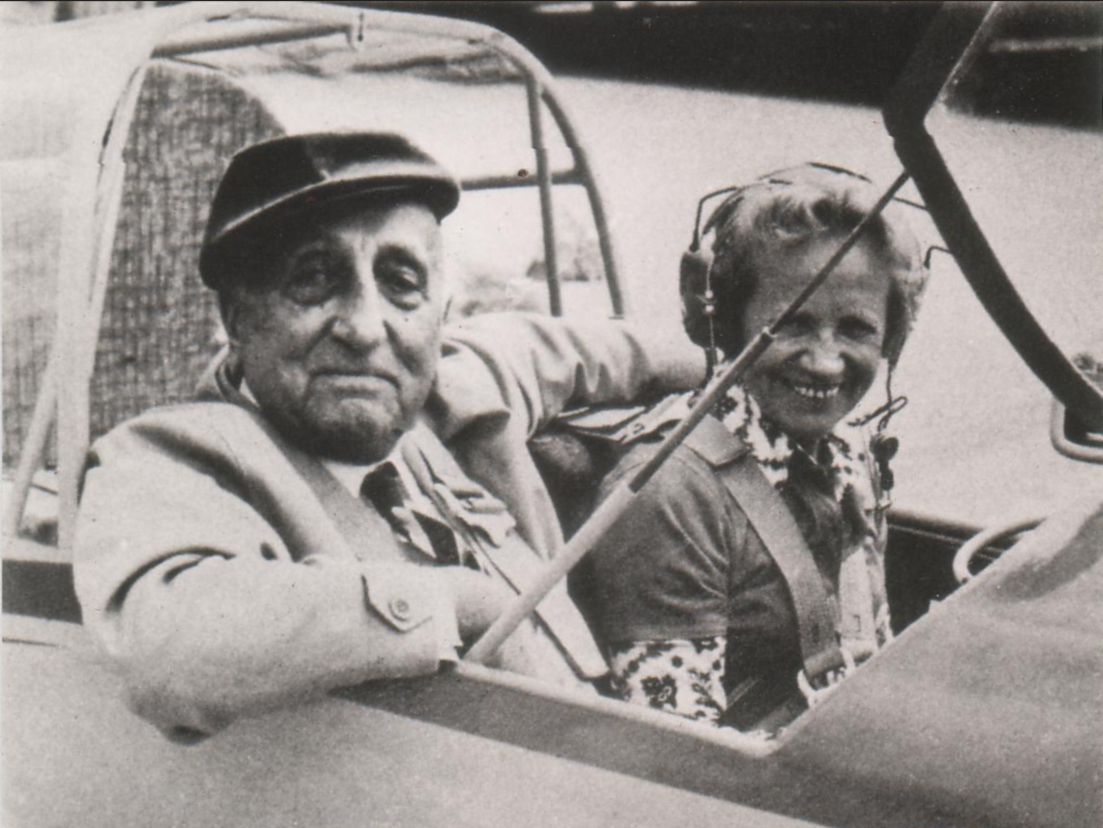
ハンナ・ライチュとともにシャイベ・ファルケに搭乗するリッター、1968年撮影。

### 戦後
第二次世界大戦の終結後、リッターは非ナチ化審査において、同調者と宣言された。1947年、リッターはポルトガルを経由して、アルゼンチンに移住し、そこでヴィニフレート・ワーグナーの支援を得て1953年の映画『El Paraiso』を制作した。1950年代には、西ドイツへ帰還し、自身の映画制作会社を設立し、「ドイツ映画の強さを再建したい」と公言したが、1929年の映画『パンドラの箱』をリメイクしようとした計画は頓挫し、リッターはアルゼンチンに戻り、1977年にブエノスアイレスで死去した。
リッターには、ハインツ、ゴットフリート、ハンスの3人の息子たちがいた。

## スタイル、評価、再評価
『勲功十字章』以降、リッターの映画は、早い動きと多数のエピソードが特徴となった。リッターは絵コンテを用いて、詳細な準備をして映像を作った。また、乱暴なユーモアも彼の傾向であった。ゲッベルスは日記に、リッターが「国家主義的論点を、他者を赤面させるほど躊躇なく表現する」と記したが、リッターの重々しい表現にも言及しており、1940年の映画『勲功十字章』について「リッターは微妙な心理描写には向いていない。彼はもっと感動的なものに向かっている。」とも述べている。結果的に、リッターは今日では高く評価されていない。1969年に発表したナチスの映画について包括的な研究のなかで、デイヴィッド・スチュワート・ハル (David Stewart Hull) は、リッターの作品の特徴を「重々しい扱いで、極端におしゃべりが多い」ことだとし、『勲功十字章』は「押しつぶされそうなほど退屈」で、『急降下爆撃隊』は「彼の最悪な面が全て出た、図々しいまでのプロパガンダであり、いい加減な制作、粗雑な編集、ひどい台本」だとしたが、『GPU』には一定の評価をして「技術面では、他の作品ほどのいい加減さは目立たず、演技はリッター作品のいつもの低水準よりも相当に優れている」と述べた。これとは対照的に、ドイツ・プロパガンダ映画についての1983年の研究のなかでデイヴィッド・ウェルチは、『GPU』における敵の描き方が透明感のある、非現実的なものであり、ドイツ人の観衆もこれを説得的だとは思わなかっただろうとし、「これを演じた俳優の荒々しく誇張された演技はまったく説得的ではなく」、拷問者の描写は「単純化された紋切り型でプロパガンダの説得力を削いでいる」と述べている。カールステン・ヴィッテは、1993年に出版された書籍の中で、リッターについて「出来の悪いアクション映画をベルトコンベア上で監督し続けた」と評した。ライナー・ロターは、2003年に発表した『急降下爆撃隊』についての研究の中で、この作品について、「純粋な力量不足」と「芸術的感性の欠落」があると述べた。しかし、リッターの映画作品の大部分は、その発表当時において成功を収めていた。彼は「第三帝国において最も有名で、最も高い報酬を得ていた映画監督のひとり」であった。ポーランドの映画史家イエジー・テプリッツは、「もしカール・リッターが、よりまともな脚本を得ていたら、...もし彼が大げさな台詞の危うさにもっと敏感であったら、彼の作品はずっと良くなっていただろう。彼の作品は生き生きとしており、多くは興味深いが、芸術的な深みには欠けている。彼の作品は、声高でしつこいプロパガンダの域を脱することがない」と評している。ジョン・アルトマン (John Altmann) は、1936年から1939年にかけて制作されたリッター作品を、600万人の少年たちが鑑賞して、感化されたものと推定している。『急降下爆撃隊』に代表される彼の時事映画は、軍事的サスペンスを描いた現代映画、例えばローランド・エメリッヒが監督した1996年の映画『インデペンデンス・デイ』などの先駆けと見る刺激的な見解もある。

## フィルモグラフィ
- 1928年：Das Spreewaldmädel (When the Guard Marches)（脚本）
- 1929年：Kehre zurück! Alles vergeben! (Come Back, All Is Forgiven)（脚本）
- 1929年：Fräulein Lausbub (Mischievous Miss)（脚本）
- 1931年：Der Zinker (The Squeaker)（プロデューサー）
- 1932年：Muß man sich gleich scheiden lassen? (Must We Get Divorced?)（プロデューサー）
- 1932年：Melodie der Liebe（プロデューサー）
- 1932年：Im Photoatelier（監督）
- 1932年：Die verkaufte Braut（プロデューサー）
- 1933年：Rivalen der Luft. Ein Segelfliegerfilm（プロダクション・マネージャー）
- 1933年：Liebe muß verstanden sein (Love Must Be Understood)（プロデューサー、プロダクション・マネージャー）
- 1933年：ヒットラー青年 - Hitlerjunge Quex. Ein Film vom Opfergeist der deutschen Jugend（プロダクション・マネージャー）
- 1934年：大空の驚異 - Rivalen der Luft（プロデューサー）
- 1934年：Lockvogel（プロダクション・マネージャー）
- 1934年：Liebe, Tod und Teufel（プロデューサー、プロダクション・マネージャー）
- 1934年：Freut Euch des Lebens（プロダクション・マネージャー）
- 1934年：Die Insel（プロダクション・マネージャー）
- 1935年：Die törichte Jungfrau（プロダクション・マネージャー）
- 1935年：ワルツの季節 - Königswalzer（プロダクション・マネージャー）
- 1935年：Ehestreik (Marriage Strike)（プロダクション・マネージャー）
- 1936年：Die letzten Vier von Santa Cruz（プロダクション・マネージャー）
- 1936年：Weiberregiment（監督、プロダクション・マネージャー）
- 1936年：スパイ戦線を衝く - Verräter (The Traitor)（監督、プロデューサー、プロダクション・マネージャー）
- 1937年：誓いの休暇 - Urlaub auf Ehrenwort（監督、プロデューサー、プロダクション・マネージャー）
- 1937年：最後の一兵まで - Unternehmen Michael（監督、脚本、プロダクション・マネージャー）
- 1937年：祖国に告ぐ - Patrioten  (Patriots)（原案、監督、脚本協力、プロデューサー、プロダクション・マネージャー）
- 1938年：勲功十字章 - Pour le Mérite（監督、脚本、プロダクション・マネージャー）
- 1938年：カプリチオ - Capriccio（監督、プロダクション・マネージャー）
- 1939年：Die Hochzeitsreise (The Wedding Trip)（監督、脚本、プロダクション・マネージャー）
- 1939年：Im Kampf gegen den Weltfeind（監督、プロダクション・マネージャー）
- 1939年：Legion Condor（監督、脚本、プロダクション・マネージャー）
- 1940年：正装舞踏会 - Bal paré（監督、脚本、プロダクション・マネージャー）
- 1941年：急降下爆撃隊 - Stukas（監督、脚本、プロダクション・マネージャー）
- 1941年：謀略戦線 - Über alles in der Welt (Above All Else in the World)（監督、脚本、プロデューサー、プロダクション・マネージャー）
- 1941年：Kadetten (Cadets)（監督、脚本、プロダクション・マネージャー）
- 1942年：GPU (The Red Terror)（監督、脚本、プロダクション・マネージャー）
- 1943年：Besatzung Dora (The Crew of the Dora)（監督、脚本、プロダクション・マネージャー）
- 1943年：Liebesbriefe（プロダクション・マネージャー）
- 1944年：Sommernächte（監督、プロダクション・マネージャー）
- 1945年：Kamerad Hedwig（プロダクション・マネージャー）
- 1945年：Erzieherin gesucht（プロダクション・マネージャー）
- 1945年：人生は続く - Das Leben geht weiter（脚本、プロダクション・マネージャー）
- 1950年：Wer fuhr den grauen Ford? (Who Drove the Grey Ford?)（プロデューサー）
- 1953年：El Paraíso（プロデューサー、監督）
- 1954年：Staatsanwältin Corda (Prosecutor Corda)（監督、脚本）
- 1954年：Ball der Nationen（監督、脚本）